# Анагностопулос, Димитриос
Димитриос Анагностопулос (греч. Δημήτρης Αναγνωστόπουλος, род. 11 июня 1970) — греческий шахматист, гроссмейстер (1996). До 1996 выступал под флагом Англии с именем Деметриус Агнос (англ. Demetrios Agnos).

## Шахматная карьера
Участник 19-го чемпионата Европы среди юниоров (1989/1990) в Арнеме (+6 −3 =4). Поделил 4-6 место с В. Топаловым и И. Марковичем, по дополнительным показателям занял 5-е место.
В составе команды «Калитея» (Афины) участник 7-го Кубка европейских клубов (1989/1990).
В составе сборной Греции участник следующих соревнований
- 32-я шахматная олимпиада (1996) в Ереване.
- 11-й командный чемпионат Европы (1997) в Пуле.

По состоянию на июнь 2023 года не входил в число активных греческих шахматистов и занимал 15-ю позицию в национальном рейтинг-листе.

## Таблица результатов
| Год  | Город  | Турнир         | + | − | = | Результат | Место |
| ---- | ------ | -------------- | - | - | - | --------- | ----- |
| 1996 | Ереван | 32-я олимпиада | 3 | 1 | 2 | 4 из 6    |       |
|      |        |                |   |   |   | из        |       |

## Изменения рейтинга
| Графики недоступны из-за технических проблем. См. информацию на Фабрикаторе и на mediawiki.org. |